# На’ви
На’ви (англ. Na’vi) — вымышленная гуманоидная раса, населяющая планету Пандора в художественном фильме «Аватар» режиссёра Джеймса Кэмерона (2009). Люди их называют «местные», «дикари», «туземцы», «аборигены». На’ви в фильме говорят на языке на’ви.

## Описание
На’ви — человекоподобные существа с кошачьими чертами лица. Мужчины, в среднем, около трёх метров ростом. Женщины немного ниже. Средняя продолжительность жизни близка к человеческой.
Кожа гладкая, переливчатая, лазурного цвета. Длинный хвост, помогающий выражать эмоции. Череп небольшой пропорциональный, широкие скулы, крупный кошачьего вида нос. Выражения эмоций на’ви похожи на человеческие. Уши подвижны. Резцы и клыки более удлинены по сравнению с человеческими. На конечностях по четыре пальца. На коже имеются биолюминесцентные метки, служащие для идентификации и выражения настроения. Несмотря на цвет кожи, кровь у на’ви красная.
Тело на’ви стройное, но мускулатура чётко выражена и не производит ощущения истощённости. Их миндалевидные, кошачьего вида глаза — большие и сверхчувствительные к различным диапазонам света. Для сохранения баланса между длинным торсом и ногами на’ви имеют длинный хвост, похожий на лемурий. Они могут пересекать местность как по поверхности, так и перепрыгивая с ветки на ветку по деревьям.
Во вселенной «Аватара» на’ви — единственный среди известных видов внеземной жизни, имеющий человекоподобный разум. Хотя их общественный строй, по сути, неолитический, они развили сложную культуру, основанную на глубокой духовной связи с природой, друг с другом и с божеством, называемым ими Эйва. Они являются превосходными мастерами, которые отмечают взаимосвязь с природой посредством устного эпоса, песен, танцев и ремёсел.
Пандора, изобилующая флорой и фауной, обеспечила стабильную популяцию народа на’ви; предполагается, что для адаптирования новых черт дарвиновский отбор здесь был незначительным. Действительно, исследования показали, что численность на’ви оставалась удивительно постоянной на протяжении эпох. Широкий доступ к природным ресурсам также помог свести к минимуму (но не исключить) войны между различными кланами на’ви.

## Места обитания
Население сосредоточено в тропических дождевых лесах и на островах. Отдалённые кланы живут на каждом континенте, а также в субполярных, болотистых и гористых регионах. Некоторые кланы на’ви, такие как клан Оматикайя, живут на огромных деревьях, которые они называют «Дерево Дома», а клан Меткаина, который является водным народом, строят дома на песке, у воды.

## Анатомия и классификация
В фильме «Аватар» и иных официальных материалах не даётся чёткого ответа на происхождение расы на’ви.
У на’ви всего одна пара глаз, тогда как большинство животных на Пандоре имеет по две пары, и вторая, меньшая, служит для инфракрасного зрения. На’ви являются единственными позвоночными с четырьмя конечностями. У остальных позвоночных, как правило, по три пары конечностей. Ещё одним примечательным исключением является икран (горный баньши), уникальный среди летающих позвоночных Пандоры вид, имеющий только одну первичную пару крыльев. Вторичная пара крыльев икрана является продолжением его задних лап. Все остальные летающие животные, в том числе торук (большой леоноптерикс), имеют по две пары крыльев и мощные задние лапы. Предполагается, что это — пример параллельной эволюции, в процессе которой икран просто потерял пару крыльев.
Предполагается, что на’ви развились из двуногих существ, обитавших на земле и на деревьях. Их большие глаза и синий окрас с тигриными полосами говорит о том, что, скорее всего, их предки были ночными обитателями, так как синий окрас и полосы создают прекрасную маскировку даже в биолюминесцентной ночи Пандоры.
Скелет на’ви, как и у большинства представителей пандорианской фауны, необыкновенно мощный. Их кости сформировались в процессе, схожем с тем, который прошли земные позвоночные, однако покрыты естественной углеродной оболочкой. В результате получается скелетная система, которая на 20 % легче костей млекопитающих, и при этом прочнее в три раза. Даже сломанная кость сохраняет свою изначальную форму и может выдерживать некоторый вес, хотя, разумеется, не так эффективно, как здоровая, и со значительной болью. Прочность костей на’ви и низкая гравитация Пандоры приводит к тому, что на’ви могут пережить прыжки и падения с гораздо большей высоты, чем люди на Земле.
Самой загадочной характеристикой, как и у большинства пандорианских позвоночных, является «нейронный интерфейс» на’ви, называемый также «нервная связь», «коса». Это своего рода отросток примерно в метр длиной, растущий из основания черепа, напоминающий косу. В центре этого придатка проходит то, что считается вторым спинным мозгом, выходящим через второе отверстие в основании черепа. Этот сгусток нервных тканей соединяется напрямую с трёхдолевым мозгом, как и основной спинной мозг, и сообщается с организмом на’ви. С одной стороны нервные окончания на конце «отростка» ни с чем не соединены. Эти нервные окончания позволяют на’ви напрямую сообщаться со всепланетной нейронной сетью деревьев, которую они называют Эйва, с животными Пандоры и друг с другом.
На’ви не используют привычные ДНК для хранения генетической информации, вместо неё существует NV-транскриптаза, что создало определённые проблемы для создания гибрида человека и на’ви.

## Технология и культура
На’ви используют множество простых, но искусно сделанных инструментов и видов оружия для охоты, приготовления еды, ремёсел и редких клановых войн. Клан Оматикайя, к примеру, предпочитает двухметровые луки как основной вид охотничьего оружия. Эти луки вырезаются из древесины Дерева Дома. Они очень прочные и часто могут использоваться как оружие ближнего боя, когда кончаются стрелы. Некоторые луки, созданные специально для войны или церемоний, усилены покрытием из рёбер или крыльевых костей священных животных. Для того чтобы натянуть тетиву у такого боевого лука, требуется недюжинная сила даже по стандартам на’ви. Типичная оматикайская стрела имеет примерно два метра в длину и вырезана из твёрдой сегментированной травы, напоминающей бамбук.
Плоские наконечники вырезаются из вулканического стекла, напоминающего обсидиан, который мастера научились закалять для наибольшей крепости. Наконечники затем покрываются нейротоксином, добываемым из местного аналога скорпионов. Этот яд очень сильный и смертелен для пандорианской фауны так же, как и для земных млекопитающих. Оматикайя также носят с собой охотничий нож с изогнутым лезвием примерно 25—30 сантиметров в длину, вырезанный из крыльевого когтя икрана. Эти ножи в охоте используются для того, чтобы подарить подстреленному животному быструю милосердную смерть. Также они используются для ближнего боя и для церемоний.
Помимо «нервных связей» у на’ви есть свой разговорный язык. В языке на’ви 20 согласных звуков, 7 гласных, 4 дифтонга и 2 «псевдосогласных», рр и лл.